# Germán Lorente
Germán Lorente Guarch (Vinaroz, 25 de noviembre de 1932-Madrid, 26 de agosto de 2019) fue un director de cine, guionista y novelista español.

## Biografía
Licenciado en Derecho. Lorente comenzó como guionista en 1957 y escribió, entre otros, la película de Juan Bosch, A sangre fría (1959).  
Debutó como director en 1964 con Donde tú estés con Claudia Mori. Hizo su gran avance en 1966 con el querido drama Su nombre es Daphne con Geneviève Grad y Michel Subor. La estrella de Hollywood, actor George Chakiris interpreta el papel principal en Sahron vestida de rojo (1969).  
Ganó una sentencia internacional en 1973 por su thriller La chica de Via Condotti: Frederick Stafford, Claude Jade y Alberto de Mendoza. Después de algunos thrillers, regresó con Striptease (1976, con Terence Stamp). Después de Tres mujeres de hoy (1980) con Ana Obregón, Lorente filmaron su última película con La vendedora de ropa interior.

## Filmografía
- Donde tú estés (1964)
- Un día después de agosto (1968)
- Una chica casi decente (1971)
- Coqueluche (1971)
- La chica de Via Condotti (1974)
- Sensualidad (1975)
- La violación (1977)
- Hold-up (1977)
- Tres mujeres de hoy (1980)
- Adolescencia (1982)
- Antes de anochecer (1964)